# 1941 en philosophie
Chronologie de la philosophie
- 1937
- 1938
- 1939
- 1940
- 1941
- 1942
- 1943
- 1944
- 1945

L’année 1941 a été marquée, en philosophie, par les événements suivants :

## Publications
- La Peur de la liberté, d’Erich Fromm.

- Tommaso Campanella : Aforismi politici, Turin, 1re éd. anastatique 1941. Rédigé en 1607. Trad. fr. P. Caye et C. Monet, Université de Caen, 1993.

## Décès
- 4 janvier : Henri Bergson, philosophe français né en 1859, mort à 81 ans.
- 7 août : Rabindranath Tagore, poète et philosophe indien né en 1861.